# Koki Kano
Koki Kano (加納虹輝, Kanō Kōki; Ama, 19 de dezembro de 1997) é um esgrimista japonês, campeão olímpico.

## Carreira
Kano conquistou a medalha de ouro nos Jogos Olímpicos de Verão de 2020 em Tóquio ao lado de Kazuyasu Minobe, Masaru Yamada e Satoru Uyama, após derrotar os russos Sergey Bida, Sergey Khodos, Pavel Sukhov e Nikita Glazkov na disputa de espada por equipes.
Em 2024, obteve o título da espada individual nos Jogos Olímpicos em Paris.